# Rue Oscar Freire

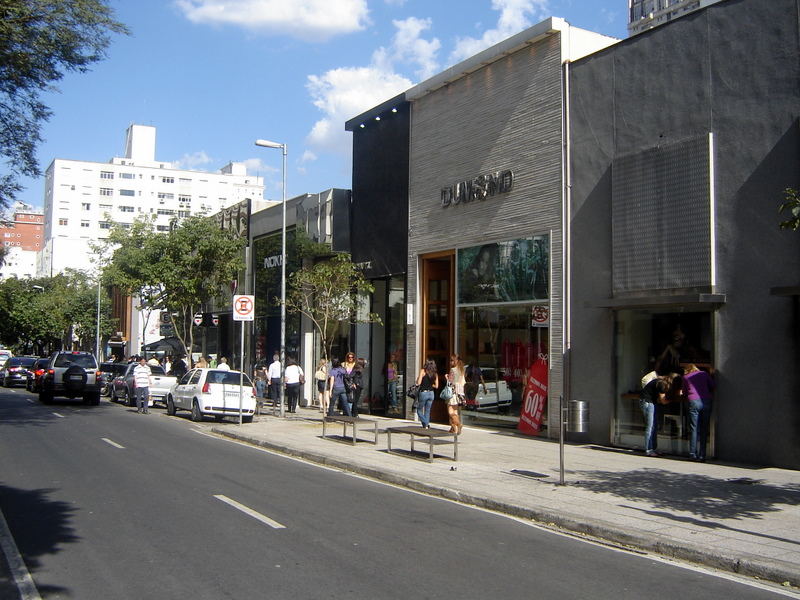
Rue Oscar Freire.

La rue Oscar Freire (en portugais : Rua Oscar Freire), à São Paulo, est une rue commerçante où se trouvent de nombreuses enseignes de luxe.
Elle est nommée en l'honneur d'Oscar Freire de Carvalho, un médecin qui est à l'origine de la première morgue de la ville.